# Ласкар
Ла̀скар е село в Северна България. То се намира в община Плевен, област Плевен.

## География
Село Ласкар се намира в Северен централен регион на България, в полупланински район. Селото се намира на 19 км от общинския и областен център град Плевен, на около 3 км отстояние от селата Ралево на север и Николаево на юг. 
Основният поминък на местните е земеделието. Земята е плодородна – трета и четвърта категория.

## История
Името на селото се свързва с владетеля Ласкарис, който през XII век се бори за утвърждаване на Балканския полуостров срещу Византия. Една от легендите разказва, че древното селище се е намирало на височината „Калето“ и се е казвало Ласкарица – градица. След чумната епидемия няколкото оцелели семейства се преселват в ниското – под хълмовете „Чуката“, където по-късно се разраства и днешното село с красивото име Ласкар.